# Rua do Imperador Pedro II
A Rua do Imperador Pedro II, também conhecida como Rua do Imperador, é um logradouro público da cidade do Recife, estabelecida em fases distintas, entre os séculos XVII e XX, situada na Ilha de Antônio Vaz, no atual Bairro de Santo Antônio do Recife, no litoral do estado de Pernambuco, no Brasil. Seu nome é uma homenagem ao desembarque do Imperador Dom Pedro II e Família Imperial em 22 de novembro de 1859, nos logradouros atualmente denominados Cais do Imperador e Praça Dezessete.

## História

### Período flamengo

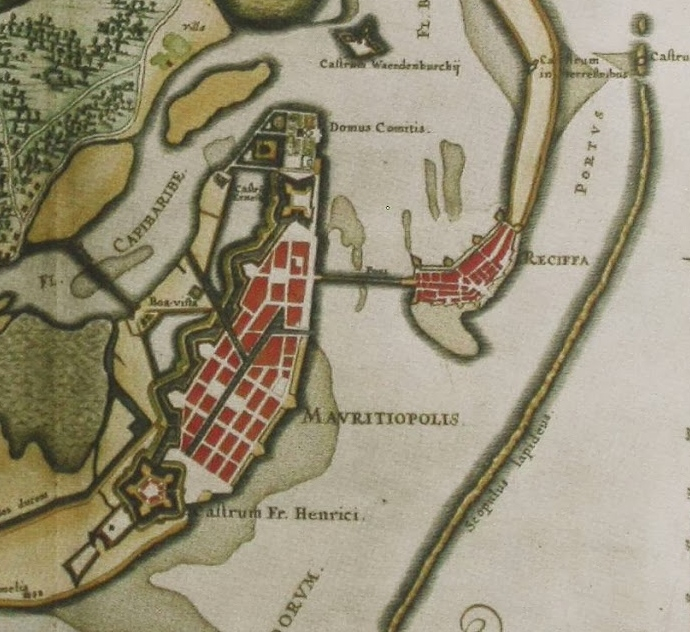
Mapa anônimo do Recife em 1644, no qual se observam a margem leste da Ilha de Antônio Vaz e o Largo da igreja calvinista dos franceses (à esquerda do nome "Mavritiopolis").

O traçado urbano da a Cidade Maurícia foi estabelecido no governo de João Maurício de Nassau por volta de 1640. A margem leste da Ilha de Antônio Vaz, que terminava em praias, mangues e restingas à beira da confluência dos rios Capibaribe e Beberibe, recebeu muralhas e portas de entrada, conforme mapa anônimo do Recife em 1644. O espaço entre as casas e a muralha leste da Ilha de Antônio Vaz foi o que deu origem à atual Rua do Imperador Pedro II.
A mais ampla imagem do século XVII, no qual figuram o espaço da margem leste da Ilha de Antônio Vaz, que deu origem à Rua do Imperador Pedro II, foi tomada do Pátio da igreja calvinista dos franceses por Frans Post no início da década de 1640. Interessante, nessa mesma imagem, é que foi perfeitamente representada a rua entre as casas e a muralha leste da Ilha de Antônio Vaz (do Pátio da igreja calvinista dos franceses até o Forte Ernesto), e que corresponde exatamente ao trecho da atual Rua do Imperador Pedro II entre as atuais Rua Estreita do Rosário (junto à Praça Dezessete) e Rua Siqueira Campos (junto ao complexo do Convento Franciscano de Santo Antônio e Ordem Terceira de São Francisco). Também foi representado, na mesma imagem de Frans Post, o portão junto à praia (onde hoje está a esquina da Rua do Imperador Pedro II com a Rua Estreita do Rosário), em local próximo àquele no qual está hoje situado o Cais do Imperador, o que demonstra que esse local já era usado como embarcadouro da Ilha de Antônio Vaz desde a década de 1640. Somente nos séculos seguintes foi aberto o trecho da atual Rua do Imperador Pedro II a norte da atual Rua Siqueira Campos (em direção à Praça da República) e ao sul da atual Rua Estreita do Rosário (em direção ao Mercado de São José).

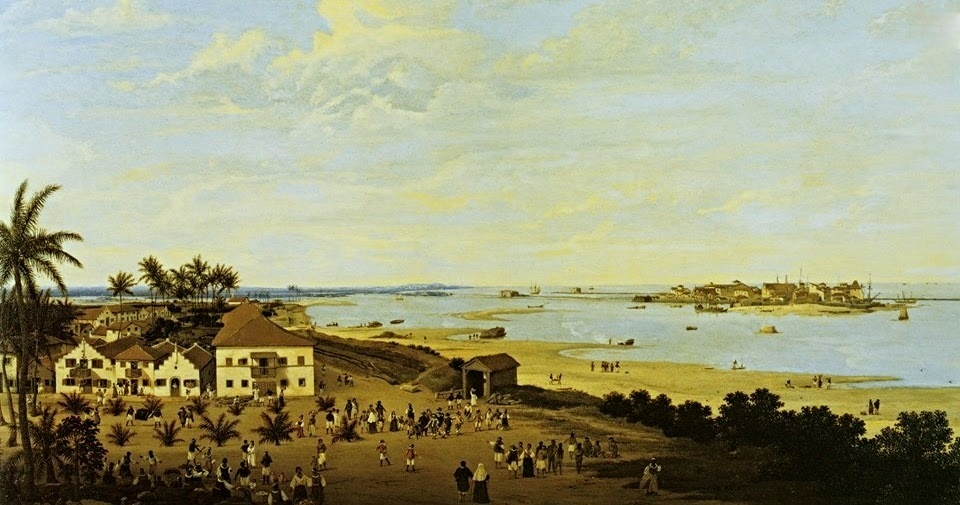
Pátio calvinista da igreja dos franceses, imagem tomada do alto da mesma igreja, por Frans Post (início da década de 1640). Notar a ausência da Rua da Praia, à direita.

### Período Colonial posterior à Insurreição Pernambucana
Após a Insurreição Pernambucana em 1645, o governo português retomou o controle da cidade do Recife e foram iniciados os aterramentos da porção leste da Ilha de Antônio Vaz, o que acarretou a abertura de uma rua na região das antigas praias e restingas. Nesse período, os padres da Companhia de Jesus de Olinda solicitaram ao Rei de Portugal a instalação de um colégio no Recife, iniciado em 18 de dezembro de 1686 (dia de Nossa Senhora do Ó, a quem foi consagrada) sobre o local onde existiu a Igreja Calvinista dos Franceses, e inaugurada em 17 de dezembro de 1690. A partir de então, o antigo Pátio da igreja calvinista dos franceses passou a ser denominado Pátio do Colégio.
O denominado Pátio do Colégio, antigo Pátio da igreja calvinista dos franceses, marcava o ponto da costa leste da Ilha de Antônio Vaz, na qual a praia mudava sua orientação: da linha norte-sul acima desse pátio, para a linha nordeste-sudeste abaixo do mesmo pátio. Foi ao longo dessa linha que posteriormente se assentou a antiga Rua da Praia, que ainda mantém esse nome a partir da Rua Senhora do Carmo no sentido sudeste. A primitiva Rua da Praia iniciava-se em frente ao antigo Palácio de Friburgo, depois Erário Régio e chegava até o Colégio Jesuítico, que ocupava toda a quadra até a praia. A partir do Colégio Jesuítico, a Rua da Praia prosseguia no sentido sudeste, e mantém esse nome até o presente.

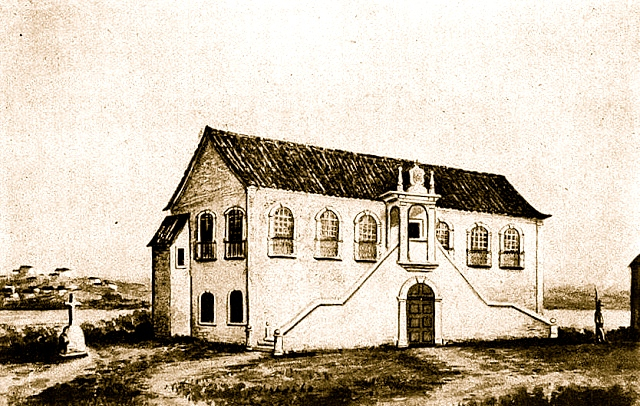
Erário Régio do Recife (em 1820), construído sobre parte dos alicerces do Palácio de Friburgo, e de onde partia a Rua da Praia, rumo ao Colégio Jesuítico.

### Séculos XIX e XX
Mesmo após a expulsão dos Jesuítas de Portugal e de suas colônias em 1759, o antigo Colégio Jesuítico passarou a ter vários usos, principalmente do Governo de Pernambuco, período no qual passou a ser denominado Palácio e seu espaço público frontal de Pátio do Palácio. Em 1846, o Pátio do Palácio recebeu um chafariz de mármore fabricado por italianos de Gênova, com a escultura de uma índia representando a nação brasileira (ainda existentes no local), período no qual o espaço foi ajardinado. Em 1855, a Venerável Irmandade do Divino Espírito Santo do Recife recebeu a igreja e o palácio, com a condição de restaura-los. A partir de então, o antigo Pátio do Colégio passou a ser chamado Largo do Espírito Santo.
No conhecido Panorama do Recife em 1855 por Friedrich Hagedorn, tomado do alto da Igreja do Divino Espírito Santo (provavelmente do topo da torre direita, pois a torre esquerda foi representada na imagem), observa-se a mais antiga imagem conhecida da Rua da Praia, no trecho norte hoje denominada Rua do Imperador Pedro II e, à direita, o Cais do Colégio.

No início do século XX, no período conhecido como Belle Époque, o antigo colégio jesuítico e depois palácio do governo de Pernambuco foram demolidos, para a união da atual Rua do Imperador Pedro II com a atual Rua da Praia.

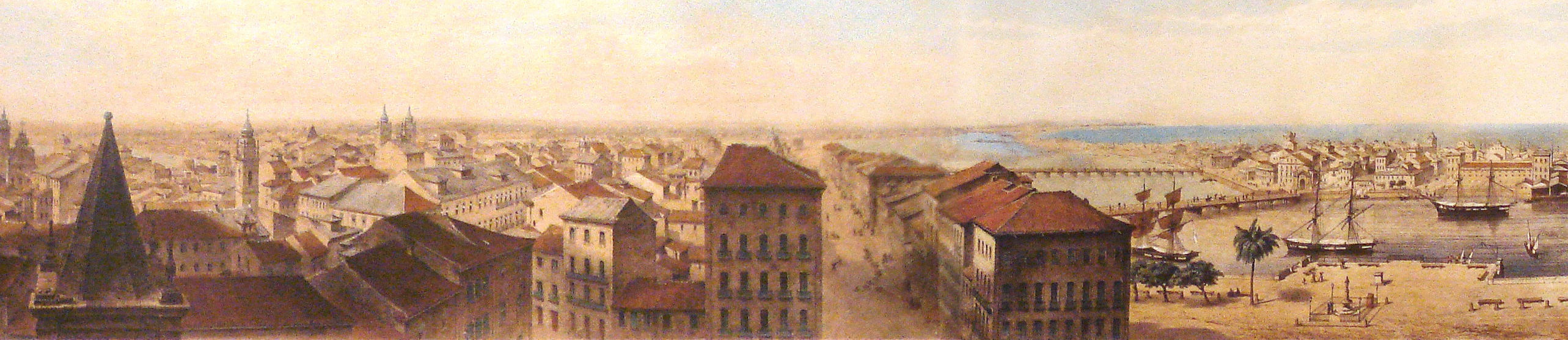
Rua da Praia (atual Rua Imperador Pedro II) e Cais do Colégio (atual Cais do Imperador) em 1855, por Friedrich Hagedorn. Imagem tomada do alto da Igreja do Divino Espírito Santo. Observar a inexistência, nessa data, da Rua Martins de Barros, construída à direita da Rua Imperador Pedro II, no século XX.

### Cais do Imperador
Após a reconstrução do Cais às margens do Rio Capibaribe, em 1839, pelo engenheiro francês Júlio Boyer, o antigo Cais dos Flamengos passou a ser conhecido como Cais do Colégio. Foi por esse cais que Dom Pedro II, a Família Imperial e sua comitiva desembarcaram no Recife em 22 de novembro de 1859, para uma visita de 31 dias a Pernambuco, ocasião na qual foram realizados reparos e embelezamento para o evento, registrado em fotografia tomada da região da Alfândega, nesse mesmo dia. A partir de então, esse atracadouro passou a ser conhecido como Cais do Imperador. A abertura da Avenida Martins de Barros separou o cais da praça e, atualmente, o Cais do Imperador não tem mais a função de atracadouro, servindo como café e espaço de convivência.

### Praça Dezessete

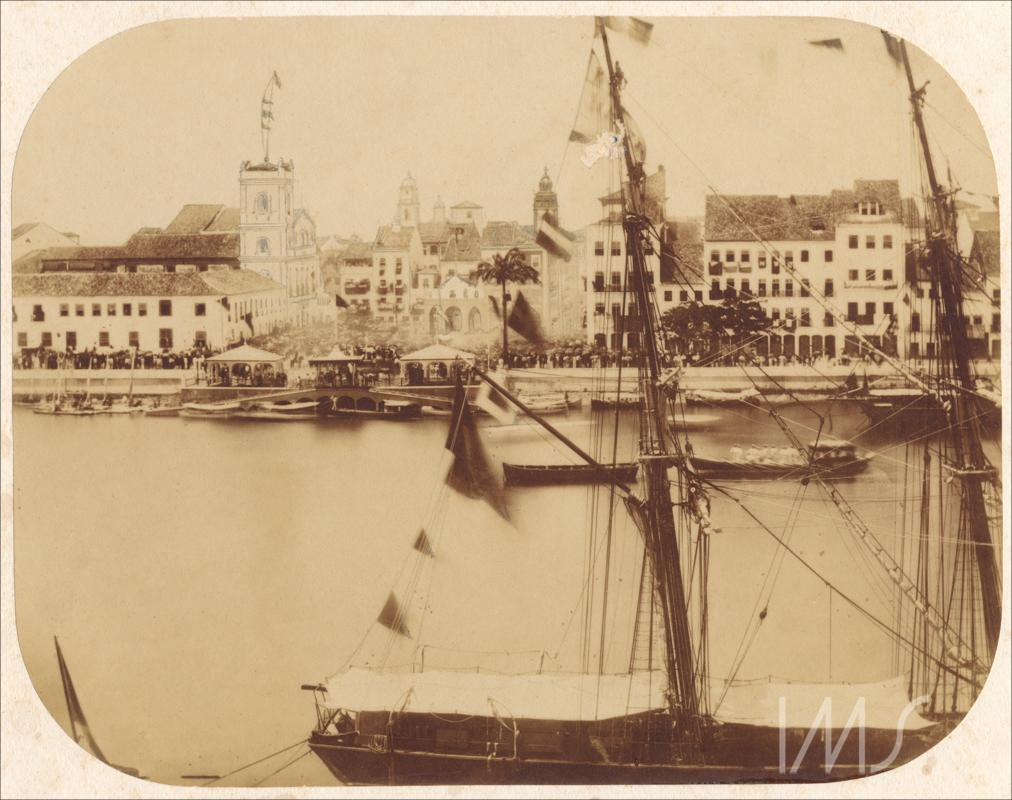
Cais, Igreja e Largo do Espírito Santo, ao final da Rua do Imperador, em fotografia tomada da região da Alfândega, no desembarque da Família Imperial, em 22 de novembro de 1859.

Após o desembarque de Dom Pedro II, a Família Imperial e sua comitiva no Recife 1859, o antigo Largo do Espírito Santo passou a ser denominado Praça Dom Pedro II, nome que chegou até o princípio do século XX. Segundo Virgínia Barbosa, a Igreja do Divino Espírito Santo e o Largo do Divino Espírito Santo (depois Praça Dom Pedro II) testemunharam fatos marcantes da história do Recife, entre eles "a visita do Imperador Dom Pedro II (1859); a procissão de penitência durante a epidemia de peste (1860); a festa abolicionista, com celebração de missa, promovida pela Sociedade Patriótica Bahiana Dous de Julho, em 2 de julho de 1870; a recepção a Bispos; e a cerimônia fúnebre de Joaquim Nabuco, em 18 de abril de 1910".
Até a entrada do século XX, ainda existia a metade esquerda do Colégio Jesuítico (que se observa nas fotografias do período), demolida para o prolongamento da Rua do Imperador Pedro II, que marca o atual limite da Igreja do Divino Espírito Santo. No século XX, após a demolição do antigo Colégio Jesuítico e o prolongamento da Rua do Imperador Pedro II, o espaço outrora ocupado pelo Colégio Jesuítico, à esquerda da igreja, foi usado para a construção do Grande Hotel e Cassino do Recife em 1938 (hoje Fórum Tomaz de Aquino), separado da Igreja do Divino Espírito Santo por essa mesma rua.

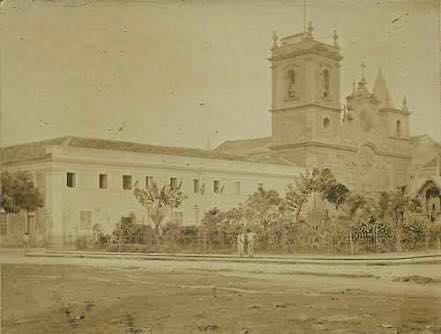
Antigo Colégio dos Jesuítas do Recife, a partir de 1855 convertido na Igreja do Divino Espírito Santo.

No início do século XX, o conjunto constituído pelo Cais e pela Praça Dom Pedro II consolidou-se como espaço público único, passando a ser denominado Praça Dezessete, cujo nome foi uma homenagem à Revolução Republicana de 1817. A abertura da Avenida Martins de Barros, no entanto, separou o cais da praça.
Em 1927 foi erguido, no trecho da Praça Dezessete situado entre a Rua do Imperador Pedro II e a Avenida Martins de Barros, um monumento em homenagem aos aviadores Gago Coutinho e Sacadura Cabral, comemorativo à sua Primeira travessia aérea do Atlântico Sul, em 1922.
O conjunto foi remodelado na década de 1930, quando, recebeu, em 1936, os jardins distribuído em seis quadras pelo paisagista Roberto Burle Marx, dos quais existe uma imagem da década de 1940 disponibilizada pelo IBGE.
Pelas edificações vizinhas, a Praça Dezessete está relacionada tanto à Igreja do Divino Espírito Santo quanto ao Cais do Imperador e ao antigo Grande Hotel de 1938, hoje Fórum Tomaz de Aquino.

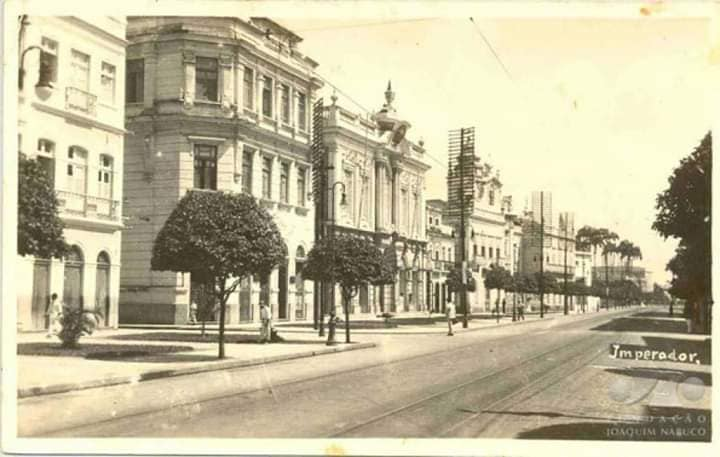
Rua do Imperador Pedro II, sentido Praça Dezessete, no início do século XX. Observar a antiga Câmara e Cadeira do Recife (terceiro edifício da esquerda para a direita).

O Decreto Municipal nº 29.537, de 23 de março de 2016, reconheceu a Praça Dezessete como um dos 15 “Jardins Históricos de Burle Marx” da cidade do Recife. Em 2011 a Praça Dezessete foi revitalizada pela Prefeitura do Recife, porém em 2015 já se encontrava novamente degradada.

### A Rua do Imperador no século XXI
A Rua do Imperador Pedro II inclui monumentos arquitetônicos de destaque do Centro Histórico do Recife, como o Palácio da Justiça, o Convento e Igreja de Santo Antônio, a Igreja da Ordem Terceira de São Francisco (com o Museu Franciscano de Arte Sacra e a Capela Dourada), o Arquivo Público Estadual de Pernambuco (antiga Câmara e Cadeia do Recife), o Gabinete Português de Leitura de Pernambuco, o Fórum Tomaz de Aquino (antigo Grande Hotel e Cassino do Recife, construído em 1938), a Igreja do Divino Espírito Santo e a Praça Dezessete (tendo, ao lado, o Cais do Imperador).
Em 2017 foi apresentado à Prefeitura do Recife, por ocupantes de prédios localizados na Rua do Imperador, um projeto para transformar a Rua do Imperador em uma grande praça.

## Pontos de destaque da Rua do Imperador
- Praça da República
- Palácio da Justiça
- Convento e Igreja de Santo Antônio
- Igreja da Ordem Terceira de São Francisco
- Museu Franciscano de Arte Sacra
- Capela Dourada
- Arquivo Público Estadual Jordão Emerenciano (antiga Câmara e Cadeia do Recife)[14]
- Gabinete Português de Leitura de Pernambuco
- Fórum Tomaz de Aquino (antigo Grande Hotel e Cassino do Recife, construído em 1938)
- Praça Dezessete (tendo, ao lado, o Cais do Imperador)
- Igreja do Divino Espírito Santo